# Sakaki (Giappone)
Sakaki (坂城町?) è una cittadina giapponese della prefettura di Nagano.